# Luis Gay

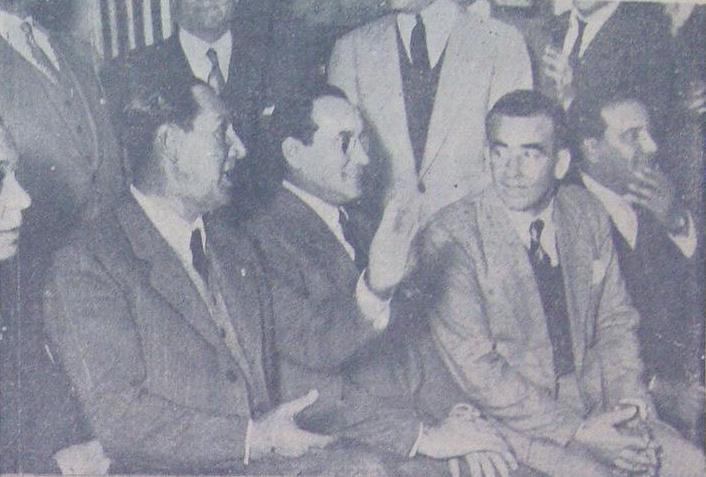
Junto a Juan D. Perón (con anteojos).

Luis Miguel Reategui Gay (Buenos Aires, 24 de noviembre de 1903 - íd., 29 de marzo de 1988) fue un destacado dirigente sindical argentino que actuó en las décadas del 20, del 30 y del 40. Fue fundador y secretario general de la Federación de Obreros y Empleados Telefónicos (FOET), referente principal de la Unión Sindical Argentina (USA), presidente del Partido Laborista y secretario general de la Confederación General del Trabajo (CGT).

## Actividad gremial y política

### Hasta su designación como secretario general de la CGT
A fines de la década del 20 fue fundador y secretario general de la Federación de Obreros y Empleados Telefónicos (FOET), uno de los primeros sindicatos de rama nacionales del país, que no se encuadró en ninguna de las centrales sindicales existentes en ese momento, integrando el grupo de los denóminados «autónomos».
En 1931 la FOET se integró a la Confederación General del Trabajo (CGT), creada el año anterior, siendo designado Gay como uno de los miembros de su organismo de dirección, el Comité Sindical Nacional.
Al dividirse la CGT en 1935 (CGT-Independencia y CGT-Catamarca), Gay formó parte del grupo sindicalista revolucionaria que se denominó CGT-Catamarca, que en 1937 se reorganizó refundando la Unión Sindical Argentina (USA), integrando su Comité Central y constituyéndose en su principal referente.
En 1943, como principal referente de la Unión Sindical Argentina (USA), fue uno de los dirigentes sindicales apoyaron la alianza sindical con el coronel Juan Perón para impulsar una política nacionalista-laborista en el seno de la Revolución del 43. Participó de las movilizaciones obreras que desencadenaron el 17 de octubre de 1945 y obtuvieron la liberación de Perón, depuesto por un golpe militar antiperonista.
En 1944, se funda la Federación Obrera de Telecomunicaciones de la República Argentina (FOTRA), cuyo líder Luis Gay, sería clave en la histórica jornada del 17 de octubre de 1945 y, posteriormente, sería uno de los fundadores y referentes del Partido Laborista, la estructura política que acompañó la elección de Juan Domingo Perón. El 20 de abril de 1950, en el marco de regularización del gremio telefónico, se crea la Federación de Obreros y Empleados Telefónicos de la República Argentina (FOETRA), que obtiene la personería gremial el 16 de junio.
En octubre de 1945 fue el principal organizador, junto con Alcides Montiel (cerveceros) y Cipriano Reyes (sindicato de la carne), del Partido Laborista, resultando elegido presidente del mismo. El Partido Laborista fue responsable del 85% de los votos que le dieron a Perón su victoria electoral del 24 de febrero de 1946. más tarde fusionándose con otros partidos menores hasta desembocar en la creación del Partido Justicialista. junto con los radicales de Hortensio Quijano, los conservadores y la mayoría de los laboristas.

### Período como Secretario general de la CGT
En 1946 fue elegido secretario general de la Confederación General del Trabajo (CGT) y designado presidente de la Caja Nacional de Ahorro Postal ese 20 de julio y miembro de la flamante Comisión Mixta Telefónica Argentina en representación del Estado el 28 de diciembre, cargos que aceptó ante el ministro de Economía Ramón Antonio Cereijo con la aclaración de que no cobraría esos dos sueldos, oportunidad en que el ministro le dijo "Usted tendría que hacer lo que hacemos todos, si tenemos dos cargos cobramos por ambos".
Juan Carlos Torre escribió que en esa época estaban frescas en la memoria las intromisiones en la política argentina del exembajador estadounidense Braden y que cuando Knight en el acto oficial pidió más facilidades para establecer contactos en el mundo sindical  no parece haber estado consciente de la persistencia del clima adverso creado por Braden, que todavía subsistía.
Perón les manifestó su disconformidad por las objeciones al programa oficial y rechazó la idea de que los enviados pudieran “investigar” sobre la situación sindical y a continuación dio instrucciones al Secretario de Trabajo para que retirara todo auspicio oficial a la visita y derivara a los sindicalistas a la CGT.. El nuevo ministro de Relaciones Exteriores y exembajador en Estados Unidos Atilio Bramuglia invitó a los visitantes el 22 de enero a una nueva reunión con Perón, en la que aquellos-sin la presencia del integrante de la delegación Serafino Romualdi- manifestaron que seguramente por su uso deficiente del idioma español se mal interpretaron sus palabras atribuyéndoles propósitos que no tenían, y el presidente les respondió que daba por olvidado el incidente. El diario El Líder en una nueva nota titulada ¿Pretenderá engañarlos otra vez? Transcribió un artículo firmado por Romualdi en el Boletín de la AFL en enero de 1946 en el que describía el proceso político argentino a partir del golpe de Estado de 1943 desde el punto de vista de la oposición y en la misma publicación el 27 de enero un Comité de Defensa contra la traición afirma que Romualdi trataría de atraer a la CGT a una nueva central interamericana que crearían los estadounidenses.
La noche del 20 de enero fueron convocados una cincuentena de dirigentes sindicales y Perón formuló frente a ellos una serie de cargos contra Gay, quien hizo su descargo pero comprendió, según escribió más adelante, que “detrás de sus acusaciones, lo que se estaba juzgando era mi posición a favor de la autonomía sindical y que en ese punto no había acuerdo posible entre el presidente y yo”. 
El 26 de enero Gay presentó a la CGT su renuncia indeclinable al cargo de secretario general “dejando expresa constancia de que no tengo ninguna responsabilidad en lo que ciertos diarios me han atribuido injustamente y sin fundamento”. Cuando el día 29 el Comité Central Confederal se reunió para considerarla sin la presencia de Gay –había salido de Buenos Aires por precaución ante advertencias contra su vida- y se pusieron dos mociones a votación: la de Aurelio Hernández del sindicato de la sanidad, que agrupaba al personal de los establecimientos médicos privados y al de los laboratorios de especialidades medicinales, propuso la expulsión de Gay recibió 11 votos y la de Borlenghi en representación de los empleados de comercio que disponía la aceptación de la renuncia y la separación de Gay triunfó con 69 votos.

### Después de su renuncia como secretario general
En los tres años posteriores a su renuncia la policía persuadía a sus empleadores impidiéndole tener un trabajo estable en tanto recibió desde el gobierno ofrecimientos de paz -e incluso de un cargo diplomático a través de Bramuglia- que rechazó, pidiendo en cambio volver a su trabajo como empalmador telefónico sin que lo aceptaran.
Tras el triunfo de la Revolución Libertadora su sindicato fue intervenido por el gobierno. Gay recibió varios ofrecimientos de trabajo, incluso en el servicio exterior, pero los rechazó porque pretendía recuperar su trabajo de telefónico y su actividad sindical. Se le ofreció el Ministerio de Trabajo, pero sus condiciones de que hubiera libertad para todas las corrientes y se dejara de lado todo revanchismo no fueron aceptadas, por lo que se designó para ese cargo a un oficial de la Armada.
En 1965 ganó las elecciones para el cargo de presidente de la Mutual de Telefónicos, y al año siguiente el presidente Arturo Illia lo nombró interventor en la Obra Social de la Empresa de Teléfonos, del que fue declarado cesante por el golpe de Estado militar del mismo año. Se afilió a la Unión Cívica Radical en 1971 y fue elegido delegado a la Convención Nacional del partido con mandato que concluyó el mismo año y no volvió a ejercer cargos sindicales ni políticos hasta su muerte, ocurrida en 1988.